# Ајдахо
{{Држава САД 
| назив = Ајдахо 
| пун_назив = Ајдахо 
| име_генитив = Ајдаха
| застава = Flag of Idaho.svg 
| грб = Seal of Idaho.svg 
| мапа = Idaho in United States.svg 
| надимак = Држава драгуља
 
| главни_град = Бојси 
| највећи_град = Бојси 
| гувернер = Бред Литл 
| службени језик = енглески 
| површина = 216632
| копнена површина = 214.499
| водена површина = 2.133
| година_становништво = 2010.
| становништво = 1567582
| извор_становништво = 
| густина насељености = 6,4 
| поредак = 43. 
| датум = 3. јул 1890. 
| временска зона = -{Pacific: UTC8/-7
Mountain: UTC-7/-6}- 
| географска ширина = 42°N - 49°N 
| географска дужина = 110°W - 117°W 
| ширина = 491 
| дужина = 771 
| највиша висина = 3.859 
| најнижа висина = 216 
| поштанска скраћеница =  
| ISO код =  
| страница = www.state.id.us
}}
Ајдахо (енгл. Idaho), држава је САД, која се налази у њеном северозападном делу. Површина државе је 216.632 km², а број становника по попису из 2008. је 1.523.816. Главни град је Бојси. Ајдахо је 3. јула 1890. постао 43. држава САД. Граничи се са државама Вашингтон, Орегон, Невада, Јута, Вајоминг и Монтана као и са канадском провинцијом Британска Колумбија.Надимак Ајдахоа је држава драгуља због великог броја драгуља који су пронађени на њеној територији. По величини је 14. држава.

## Име
Ајдахо је можда једина америчка држава, чије је име резултат преваре. Када је бирано име за нову територију, ексцентрични лобиста Џорџ М. Вилинг је предложио „Ајдахо“, индијански израз за који је он тврдио да значи „планински драгуљ“. Касније је откривено да је Вилинг измислио овај термин, и првобитна територија Ајдаха је због тога преименована у Колорадо. Временом је ова контроверза заборављена и данашњем Ајдаху је дато ово измишљено име када је Територија Ајдахо званично створена, 1863. године.

## Историја
Прва људска бића насељавала су територију Ајдахоа пре 14.500 хиљада година. Истраживањима у пећини Вилсон Бјут поред Твин Фолса пронађени су разни артефакти, најстарији у Северној Америци. Територију Ајдахоа насељавала су и Индијанска племена Нез Персе на северу и северни и западни Шошони на југу државе.
На Ајдахо су као део територије Орегон полагали право и САД и Велика Британија док Сједињене Државе нису добиле право на ову територију. Од 1843. до 1849. Ајдахо је де факто био део независне Привремене владе Орегона.
Експедиција Луиса и Кларка је стигла на територију данашњег Ајдаха 12. августа 1805. кроз пролаз Лемхај. Тада је у региону живело око 8.000 домородаца.
Ајдахо је затим био део Територије Орегон а касније Територије Вашингтон. Трговина крзнима и мисионарство су привукли прве досељенике у регију. Мада су хиљаде људи прошли кроз Ајдахо за време калифорнијске златне грознице 1849, тек мањи број се ту и настанио. Први организовани град у Ајдаху је био Френклин, који су основали мормони 1860. Када је организован као територија 1863, број становника Ајдаха је био испод 17.000.

## Географија
Ајдахо се граничи са шест америчких држава и једном канадском провинцијом. Државе Вашингтон и Орегон се налазе на западу, Невада и Јута на југу, Монтана и Вајоминг на истоку. Ајдахо има и кратку границу са провинцијом Британска Колумбија на северу. Кроз Ајдахо се протежу Стеновите планине, а река Снејк пролази кроз Ђавољи кањон, најдубљи кањон у Сједињеним државама.
Највеће реке у Ајдахоу су Снејк, Кларк Форк, Клирвотер и Салмон. Друге значајније реке су: Кор д'Ален, Спокен, Бојзи и Пејет. Лука Луистон налази се на ушћу реке Клирвотер у Снејк, на удаљености од 748 km од обале Тихог океана што је чини најудаљенијом морском луком .
Највећи планински врх државе Ајдахо је Бора Пик (3.859 м). Најнижа тачка у држави је град Луистон.
Ајдахо има 44 округа, а то су: Адамс, Ајдахо, Банок, Баундари, Бенева, Бер Лејк, Бингам, Бјут, Камас, Блејн, Бојзи, Боневил, Бонер, Вали, Вашингтон, Гудинг, Ејда, Елмор, Канјон, Карибу, Кастер, Каша, Кларк, Клирвотер, Кутни, Лејта, Лемхај, Линколн, Луис, Медисон, Минидока, Нез Перс, Овајхи, Онајда, Пауер, Пејет, Твин Фолс, Титон, Френклин, Фримонт, Џем, Џером, Џеферсон, Шошони.

## Демографија
| 1900.   | 1910.   | 1920.   | 1930.   | 1940.   | 1950.   | 1960.   | 1970.   | 1980.   | 1990.     | 2000.     | 2010.     |
| ------- | ------- | ------- | ------- | ------- | ------- | ------- | ------- | ------- | --------- | --------- | --------- |
| 161.772 | 325.594 | 431.866 | 445.032 | 524.873 | 588.637 | 667.191 | 712.567 | 943.935 | 1.006.749 | 1.293.953 | 1.567.582 |